# Mecicobothriidae
Famille
Les Mecicobothriidae sont une famille d'araignées mygalomorphes.

## Distribution

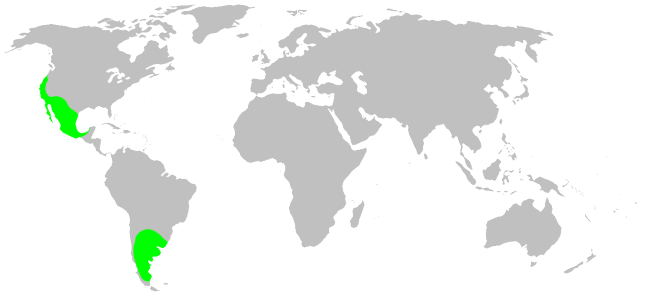
Distribution

Les espèces de cette famille se rencontrent en Argentine, en Uruguay et au Brésil .

## Paléontologie
Cette famille est connue depuis le Crétacé.

## Liste des genres
Selon World Spider Catalog (version 22.5, 05/01/2022) :
- Mecicobothrium Holmberg, 1882

Selon World Spider Catalog (version 20.5, 2020) :
- † Cretohexura Eskov & Zonstein, 1990
- † Cretomegahexura Eskov & Zonstein, 1990

## Systématique et taxinomie
Cette famille a été décrite par Holmberg en 1882.
Cette famille rassemble deux espèces actuelles dans un genre actuel. Hexurella Gertsch & Platnick, 1979 a été placé dans les Hexurellidae, Hexura Simon, 1884 a été placé dans les Antrodiaetidae Gertsch, 1940 and Megahexura Kaston, 1972 a été placé dans les Megahexuridae.

## Publication originale
- Holmberg, 1882 : « Observations à propos du sous-ordre des araignées territélaires (Territelariae), spécialement du genre nordaméricain Catadysas Hentz et de la sous-famille Mecicobothrioidae, Holmberg. » Boletin de la Academia Nacional de Ciencas en Cordoba, vol. 4, p. 153-174 (texte intégral).